# Eupithecia coccinea
Eupithecia coccinea là một loài bướm đêm trong họ Geometridae.